# اللفج الأعلى (السياني)

تعديل مصدري - تعديل

اللفج الأعلى هي إحدى قرى عزلة الدامغ بمديرية السياني التابعة لمحافظة إب، بلغ تعداد سكانها 198 نسمة حسب تعداد اليمن لعام 2004.